# 横山理子
横山 理子（よこやま さとこ、1927年（昭和2年）6月22日 - 1988年（昭和63年）4月20日）は、日本の自然保護活動家である。

## 経歴・人物
長野県に生まれる。長野師範学校（現在の信州大学）卒業後、1970年（昭和45年）に区画整理により多摩川の道路工事を行うが、横山は多摩川の自然が崩壊される懸念を持ち同年「多摩川を守る会」の設立に携わり、1977年（昭和29年）に代表となった。
その後は多摩川に生息する希少種の保護を指摘するために自然観察会の開催や、その自然を調査した「多摩川水系の自然」の発刊に携わった。

## 著書
- 『多摩川に生きる』